# Festival de Flamenco de Jerez
El Festival de Jerez es un festival  dedicado al flamenco que se celebra en Jerez de la Frontera (Andalucía, España) anualmente.
Se celebra entre los meses de febrero y marzo.

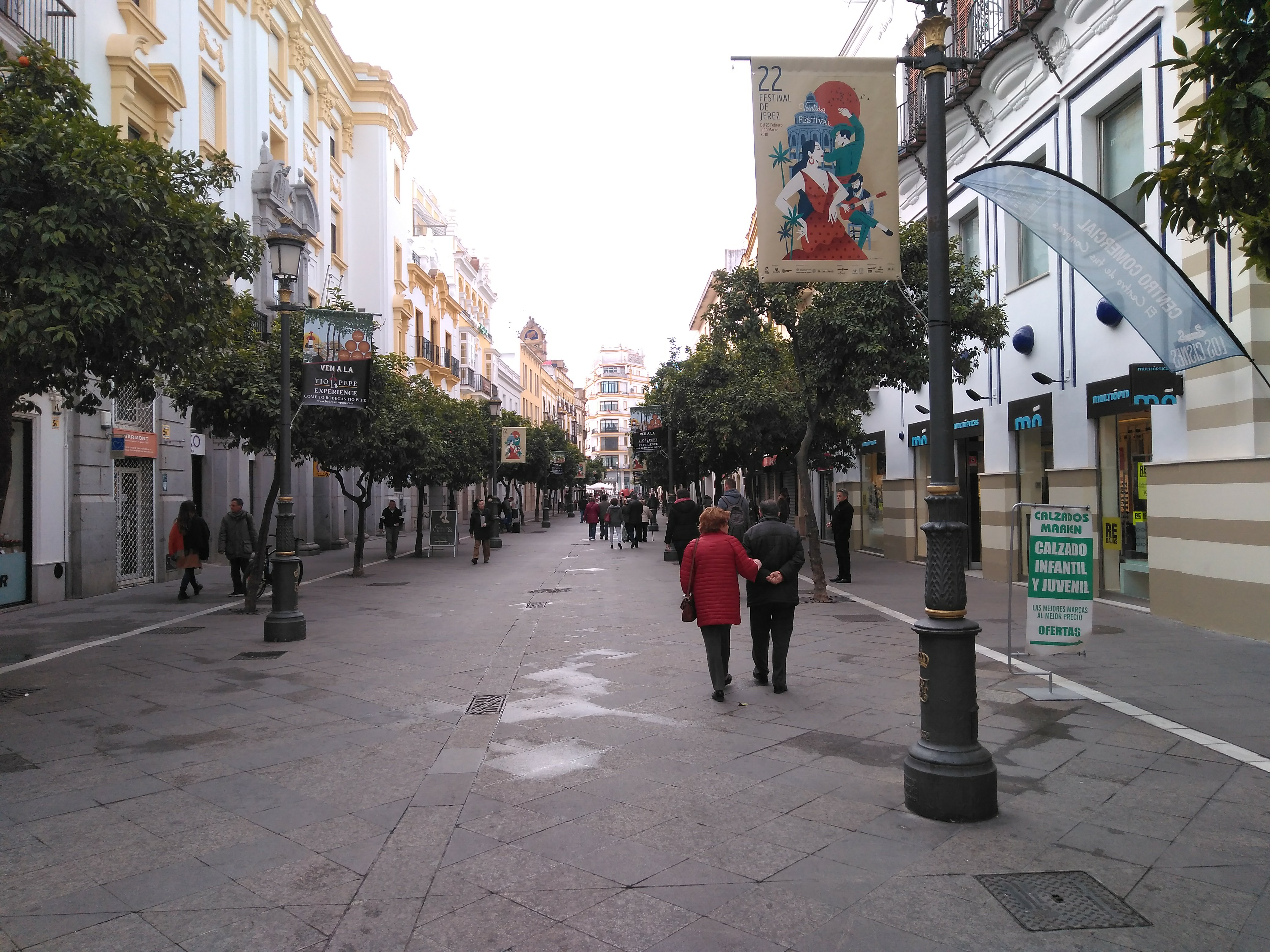
Banderolas del festival

Tras cada edición, se entregan los Premios Festival de Jerez, tanto por parte del público como de la crítica especializada

## Espectáculos
Destaca la gran calidad de las actuaciones e intérpretes, tendiendo a un flamenco puro. Se han llegado a realizar estrenos absolutos de espectáculos e incorporar las redes sociales a través de presencia en medios y flashmobs flamencas.

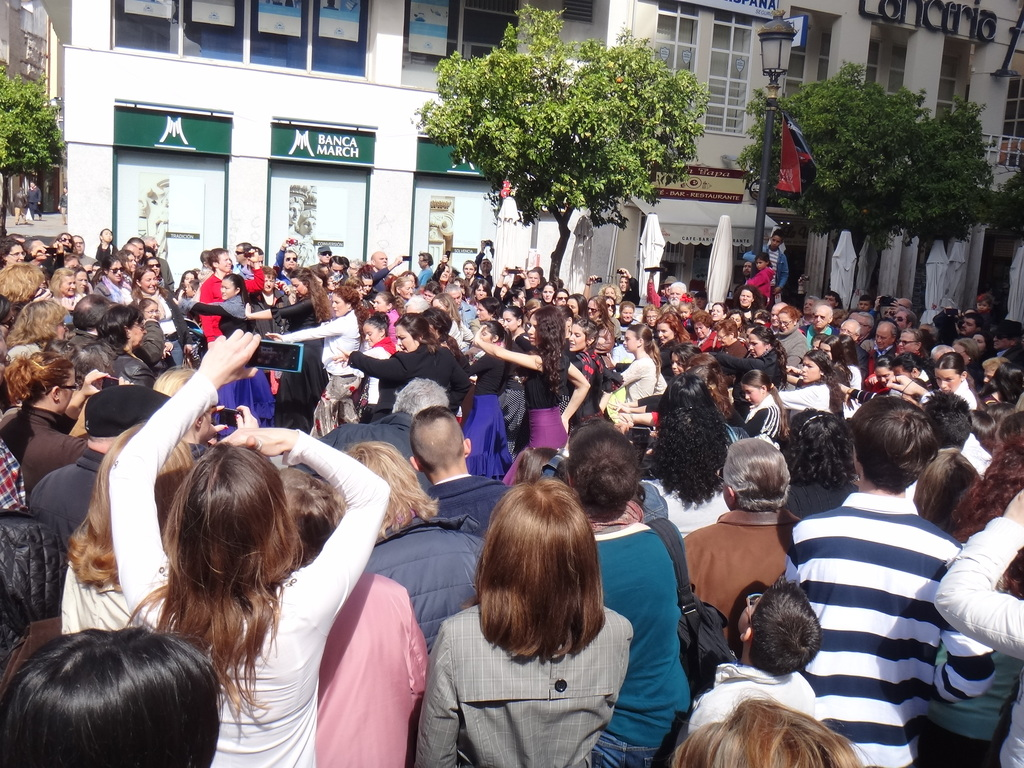
Una flashmob flamenca durante el festival.

## Actividades
El festival incluye actuaciones de cante, baile y guitarra flamenca, así como cursos y otras actividades divulgativas en teatros y peñas flamencas.
Talleres
- Taller de compás y palmas flamencas.
- Clases magistrales

Cursos
- Técnica y estilo del baile por bamberas.
- Técnica del baile por alegrías.
- Técnica y estilo de la bata de cola por cantiñas.
- Estudio coreográfico por romeras.
- Técnica del baile por tangos
- Taller de coreografía y técnica de la soleá apolá
- Técnica del baile por soleá
- Técnica del baile por fandangos.
- Técnica de las bulerías de Jerez.
- Técnica del baile por siguiriya.
- Técnica del baile por farruca.
- Técnica y estilo del baile por rondeñas.
- Técnica y estilo del baile abandolao.
- Técnica y estilo del baile por tientos.
- Técnica de la zambra.
- Técnica y estilo del baile por tarantos.
- Técnica y estilo del martinete.

Otros cursos
- Curso especial sobre el proceso creativo de un espectáculo.
- Curso especial de iniciación para seniors.
- Taller de Fotografía Flamenca.
- Cursos de Guitarra, Soniquete, Cante e Iniciación al Mundo Flamenco.
- Curso de español para amantes del flamenco.

En palabras de su directora, Isamay Benavente, el Festival no está orientado al público jerezano, sino al disfrute de visitantes nacionales e internacionales

## Lugares
Actualmente el Festival cuenta con cuatro sedes:
- Teatro Villamarta
- Sala Compañía
- Centro Social Blas Infante
- Palacio Villavicencio

Las peñas que participan en el Ciclo de Pena en Peña son:
- La Buena Gente
- La Bulería
- Tío José de Paula
- Los Cernícalos
- Luis de la Pica
- El Pescaero
- Fernando Terremoto
- La Zúa
- Don Antonio Chacón

## Premios
Anualmente, la Federación Local de Peñas, la crítica especializada y el público premian las actuaciones más destacadas.
Los premios otorgados en el marco del Festival de Jerez son:
- Premio del Público

- Premio de la Crítica
- Premio Artista revelación
- Premio a Mejor cante de acompañamiento, concedido por la Federación Local de Peñas
- Premio Revelación del Ciclo de Peña en Peña, concedido por la Federación Local de Peñas
- Premio Guitarra con Alma, concedido por la Escuela de guitarra José Ignacio Franco
- Premio a Mejor Composición musical original, concedido por Cajasur

## Reconocimientos
En 2016 el Festival del Cante de las Minas entregó su premio 'Pencho Cros' a la Difusión Musical a este Festival